# DTDP-4-deidro-6-deossiglucosio reduttasi
La dTDP-4-deidro-6-deossiglucosio reduttasi è un enzima appartenente alla classe delle ossidoreduttasi, che catalizza la seguente reazione:
dTDP-D-fucosio + NADP+ ⇄ dTDP-4-deidro-6-deossi-D-glucosio + NADPH + H+
L'enzima del batterio Gram-negativo Actinobacillus actinomycetemcomitans produce fucosio attivato per l'incorporazione all'interno dei polisaccaridi della capsula batterica.